# Aeroportul Internațional Damascus
Aeroportul Internațional Damascus (în arabă مطار دمشق الدولي) (IATA: DAM, ICAO: OSDI) este un aeroport din Damasc, Guvernoratul Damasc, Siria ce deservește zona Damasc. Aeroportul a fost tranzitat în 2010 de 5.500.000 de pasageri. A fost deschis în 1973 și numit după zona deservită.
Situat la o altitudine de 616 m, aeroportul dispune de 2 piste.

## Infrastructură

### Piste
Aeroportul dispune de 2 piste. Pista 05R/23L are suprafața de asfalt și dimensiunile 3.600 m × 45 m. Pista 05L/23R are suprafața de asfalt și dimensiunile 3.598 m × 45 m. 